# Спастичность
Спастичность, спастика  (от др.-греч. σπασμός, от σπάω — вытягивать) — особенность поведения скелетной мышечной ткани в сочетании с параличом, повышенной активностью сухожильного рефлекса и гипертонусом мышц.
Спастичность возникает из-за отсутствия торможения мотонейронов, что вызывает повышенные мышечные сокращения. При спастичности часто показан баклофен, выступающий как агонист ГАМК-Б-рецепторов, которые тормозят мотонейроны.
Спастический церебральный паралич является самой распространенной формой детского церебрального паралича (ДЦП), который представляет группу хронических непрогрессирующих симптомокомплексов двигательных нарушений.